# Triệu Văn Vương
Triệu Văn Đế (趙文帝) hay Triệu Văn Vương (趙文王), húy Triệu Mạt, có khi phiên âm là Triệu Muội (趙眜), còn gọi là Triệu Hồ (趙胡), là vị vua thứ hai nhà Triệu nước Nam Việt, cháu nội của Triệu Đà, lên ngôi năm 137 TCN.

## Tiểu sử
Theo Đại Việt sử ký toàn thư, Triệu Hồ sinh năm 175 TCN, mất năm 124 TCN, là con của Triệu Trọng Thủy - con trai Triệu Đà. Tuy nhiên, Sử ký Tư Mã Thiên không ghi cha mẹ ông là ai. Triệu Đà đã chọn Triệu Hồ làm người kế vị vua Nam Việt.

## Thần phục nhà Hán
Trước đây Triệu Đà xưng là Nam Việt Vũ Đế nhưng sau đó thần phục nhà Hán nên đổi lại xưng là Nam Việt Vương, tuy nhiên vẫn tiếm hiệu xưng Đế ở trong nước Nam Việt.
Năm 137 TCN, Triệu Đà mất, Triệu Hồ lên nối ngôi, tức Triệu Văn Đế. Lúc bấy giờ vua nước Mân Việt là Dĩnh đem quân đánh các ấp ngoài biên của nước Nam Việt. Triệu Văn Đế sai người dâng thư lên vua Hán Vũ Đế rằng:
Hai nước Việt đều là phiên thần, không được đem binh đánh nhau. Nay nước Mân Việt đem binh xâm lấn đất của thần, thần không dám đánh lại, xin đợi thiên tử chiếu truyền cho việc ấy.
Hán Vũ Đế khen Nam Việt biết giữ chức phận mình, hứa sẽ đưa quân đến giúp, bèn sai hai tướng quân đi đánh Mân Việt. Quân Hán chưa vượt núi Ngũ Lĩnh thì em của Mân Việt Vương là Dư Thiện đã giết Dĩnh để hàng. Vì thế nhà Hán bãi binh.
Hán Vũ Đế sai Trang Trợ sang Nam Việt dụ Văn Vương (tức Triệu Văn Đế) vào chầu. Triệu Văn Đế dập đầu tạ ơn, rồi sai thái tử là Triệu Anh Tề sang Trung Quốc làm lính túc vệ ở nơi cung cấm. Sứ giả nhà Hán là Trang Trợ muốn đích thân triệu Triệu Văn Đế vào chầu vua Hán, Văn Đế bảo Trợ đi trước, rồi ngày đêm sắm sửa hành trang để vào triều kiến vua Hán. Sau khi Trang Trợ đi rồi, đại thần can Triệu Văn Đế rằng:
Nhà Hán dấy quân đánh Dĩnh cũng là làm cho Nam Việt hoảng sợ. Vả lại tiên vương trước có nói: "Phụng sự thiên tử cốt không thất lễ, không nên nghe lời dỗ ngon dỗ ngọt mà vào chầu". Nếu vào chầu thì không được về, đó là cái thế mất nước đấy.
Vì vậy Triệu Văn Đế mượn cớ bị bệnh nặng, cho gọi thái tử Anh Tề. Anh Tề xin về nước.
Sử thần Ngô Sĩ Liên nói:
"Vua lấy nghĩa để cảm nước láng giềng, đánh lui địch, yên biên cảnh, cũng gọi là bậc vua có ý muốn thịnh trị vậy."
Và:
Văn Vương giao thiệp với nước láng giềng phải đạo, nhà Hán khen là có nghĩa, đến mức dấy binh đánh giúp kẻ thù; lại biết nghe lời can, cáo bệnh không sang chầu nhà Hán, giữ phép nhà để mưu cho con cháu, có thể gọi là không xấu hổ với ông nội.
Năm 124 TCN, Triệu Văn Đế qua đời, hưởng thọ 52 tuổi, được đặt thụy hiệu là Văn Đế. Thái tử Anh Tề lên ngôi thay, tức là Triệu Minh Vương.

## Lăng mộ

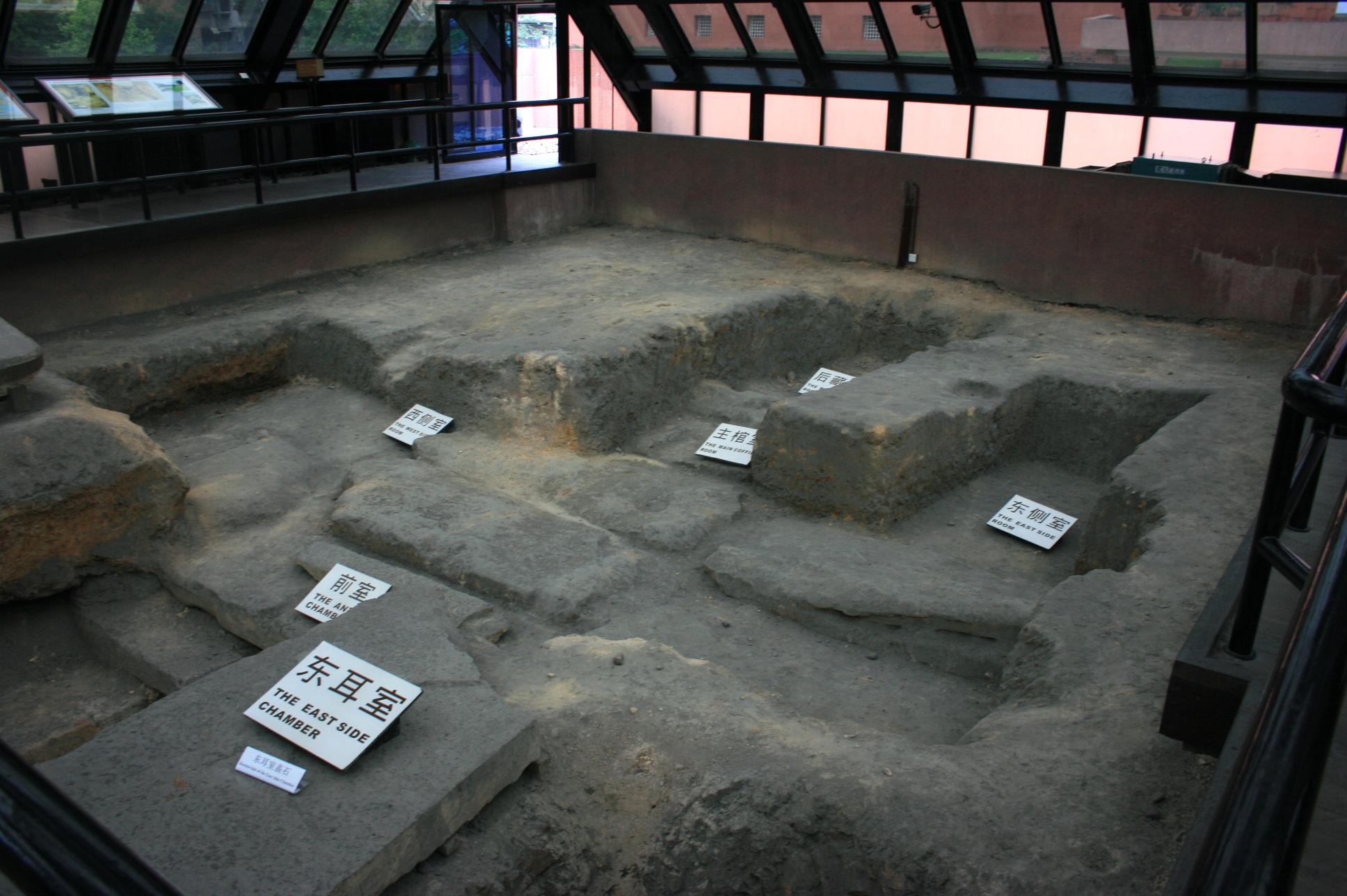
Lăng mộ Triệu Văn Đế nhìn từ trên xuống

Lăng mộ của Triệu Văn Đế được phát hiện năm 1983, nằm ở độ sâu 20m dưới chân núi Tượng Cương ở thành phố Quảng Châu khi người ta đào móng để xây dựng một khách sạn, và nó đã được khai quật. Khu lăng mộ này dài gần 11 m và rộng 12 m, xây dựng theo hướng bắc-nam, kiểu chữ "Sĩ" (士). Nó được chia ra làm bảy phần, với một gian tiền đường, hai gian nhĩ thất ở phía đông (chứa các đồ phục vụ ăn uống) và phía tây (chứa xe ngựa, binh khí, các vật dụng trân quý), gian chính đặt quan tài kiểu trong quan ngoài quách, hai gian trắc thất phía đông và tây và một gian nhà kho ở hậu cung. Khu lăng mộ này chứa trên 1.000 đồ tùy táng (gồm các đồ vật bằng vàng, bạc, đồng, sắt, gốm và ngọc), một cỗ xe ngựa kéo, các chai lọ bình bằng vàng và bạc, các nhạc cụ, và người ta cũng tìm thấy xương cốt của các thê thiếp, nô bộc được tuẫn táng cùng (tổng cộng 15 người, trong đó tại gian trắc thất phía đông có bốn nàng hầu, thê thiếp được tuẫn táng theo, tại gian trắc thất phía tây có bảy nô bộc được tuẫn táng theo). Nó cũng là khu lăng mộ duy nhất thời kỳ đầu Tây Hán (tương đương với giai đoạn đầu nhà Triệu) có các bức bích họa trên các bức tường.
Khu lăng mộ này còn chứa chiếc ấn cổ nhất được phát hiện trong các khu lăng mộ nằm tại lãnh thổ Trung Quốc ngày nay: trên chiếc ấn vàng này khắc bốn chữ "文帝行璽" (Văn Đế hành tỷ) kiểu tiểu triện âm văn, chỉ ra rằng đương thời ông tự coi mình sánh ngang với các Hoàng đế nhà Hán. Một chiếc ấn khối vuông bằng đồng khắc bốn chữ "胥浦侯印 Tư (Việt) Phố hầu ấn" (Ấn dành cho thủ lĩnh huyện Tư Phố) được phát hiện ở Thanh Hoá thuộc miền Bắc Việt Nam trong thập niên 1930. Ấn có đúc hình rùa trên lưng và được cho là của viên điển sứ tước Hầu ở Cửu Chân. Tư Phố là tên trị sở quận Cửu Chân thời nhà Triệu nước Nam Việt đóng ở khu vực làng Ràng (xã Thiệu Dương, thành phố Thanh Hóa) hiện nay. Do sự tương đồng với những chiếc ấn được tìm thấy ở lăng mộ Triệu Văn Đế, chiếc ấn đồng này được công nhận là ấn chính thức của nước Nam Việt. Chiếc ấn hiện trưng bày ở Bảo tàng Nghệ thuật và Lịch sử Hoàng gia Bỉ, Brussel.

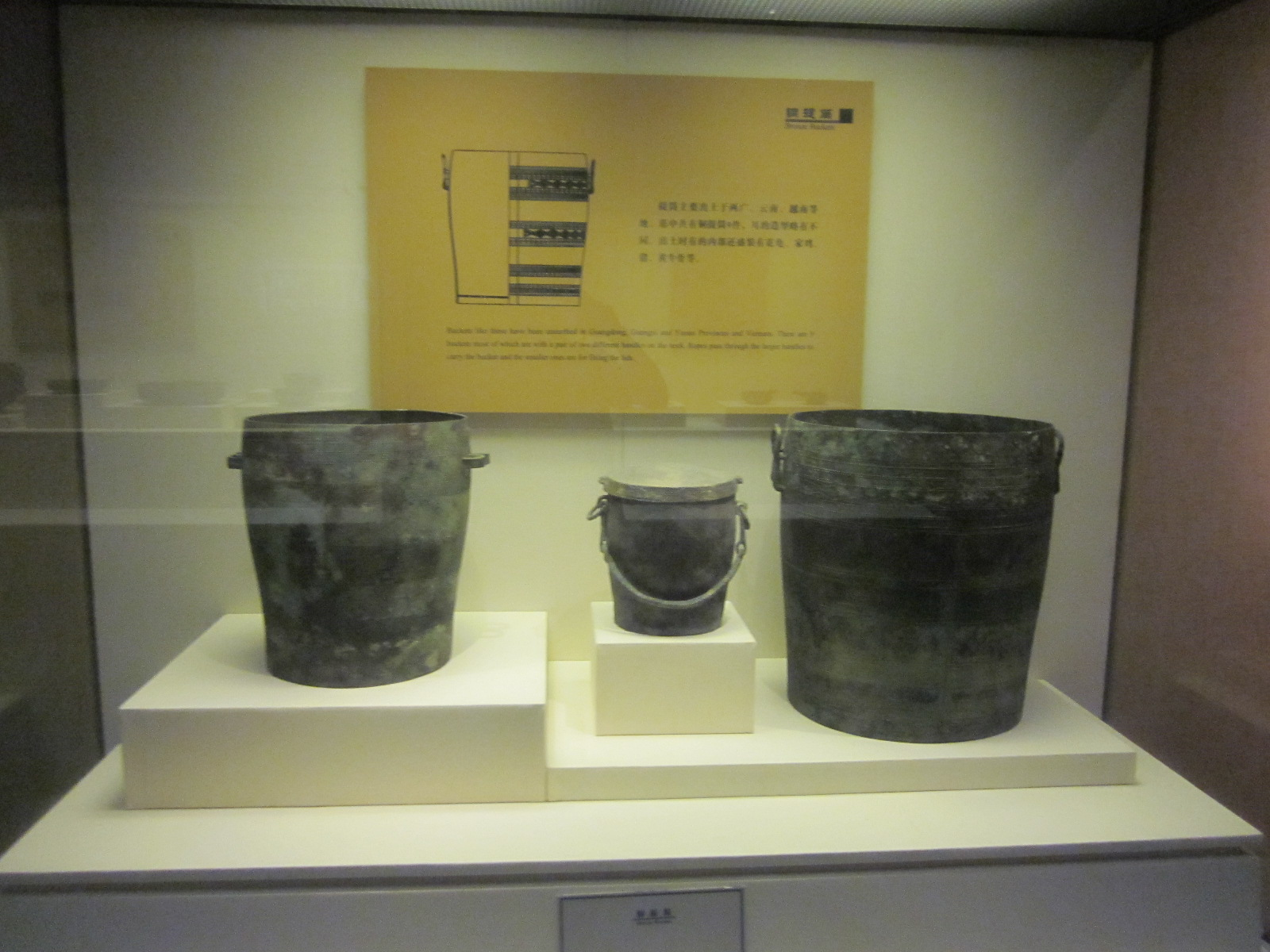
Thạp đồng Đông Sơn trong lăng mộ

Bên cạnh các cổ vật Trung Hoa, người ta còn tìm thấy các đồ vật có nguồn gốc từ vùng thảo nguyên Trung Á, Iran và Hy Lạp cổ đại: một chiếc hộp bằng bạc kiểu Ba Tư được tìm thấy trong mộ là sản phẩm nhập khẩu sớm nhất được tìm thấy cho tới nay tại lãnh thổ Trung Quốc hiện đại. Cũng có nhiều cổ vật được phát hiện tại đây thuộc về văn hoá Đông Sơn ở miền bắc Việt Nam.
Bảo tàng Lăng mộ Triệu Văn Đế được xây dựng bên cạnh khu lăng mộ này.